# Алехандро де Томасо
Алехандро де Томасо (на испански: Alejandro de Tomaso) е бивш аржентински пилот от Формула 1. Роден е на 10 юли 1928 година в Буенос Айрес, Аржентина.

## Формула 1
Алехандро де Томасо дебютира във Формула 1 през 1957 г. в Голямата награда на Аржентина, в световния шампионат на Формула 1 записва 2 участия като не успява да спечели точки. Състезава се за отборите на Скудерия Чентро Сюд и О.С.К.А..

## Автомобилна компания
Алехандро де Томасо основава своя собствена компания през 1959 година, която кръщава De Tomaso. За известен период компанията се развива успешно, но в началото на 21 век тя залязва. След смъртта на Де Томасо през 2003 година компанията прекратява съществуването си.